# Schueberfouer
Schueberfouer je lidová veselice pořádaná každoročně v Lucemburku. Koná se ve čtvrti Limpertsberg na prostranství Champs de Glacis. Začíná ve středu, čtvrtek nebo pátek předcházející svátku svatého Bartoloměje (24. srpen) a trvá dvacet dní. Slavnost je zahájena průvodem kapel po ulicích města. Hudbu k němu složil Michel Lentz a říká se mu Hämmelsmarsch podle toho, že původně v něm chodili pastýři se stády ovcí.
První zmínka o lucemburské tržnici pochází z roku 1225. V roce 1340 udělil Jan Lucemburský městu právo pořádat na svatého Bartoloměje osmidenní výroční trh. Pro velký zájem byl trh roku 1610 přesunut na volnou plochu za městskými hradbami. 
Název je odvozen z místního názvu Schuedbierg (také Helleggeescht-Plateau) a výrazu fouer, který v lucemburštině znamená „trh“. Jiné vysvětlení operuje s německým slovem schober („stoh“), protože akce se koná po žních.
Až do konce osmnáctého století byl Schueberfouer primárně obchodní záležitostí, prodávaly se zde látky, potraviny i dobytek. Postupně převládl zábavný program a prodlužovalo se trvání slavnosti. Návštěvníky přitahují pouťové atrakce včetně ruského kola i stánky s občerstvením, typickými specialitami jsou smažená ryba v těstíčku, bramboráky a vafle.
Schueberfouer patří k nejstarším a největším jarmarkům v Evropě, nabízí okolo 180 atrakcí a navštíví ho více než dva miliony lidí ročně. Tradice byla zařazena mezi mistrovská díla ústního a nehmotného dědictví lidstva.